# ینی گویچه
ینی گویچه (به لاتین: Yeni Göyçə، تا ۱۹۹۱ میلادی سالِر Saler) یک منطقه مسکونی در جمهوری آذربایجان است که در شهرستان شمکور واقع شده است. ینی گویچه ۲۱۵ نفر جمعیت دارد.